# Ploceus nigrimentus
Ploceus nigrimentus là một loài chim trong họ Ploceidae.